# Bugøynes
Bugøynes este o localitate din comuna Sør-Varanger, provincia Finnmark, Norvegia.